# Josef Keller (Konditor)
Josef Keller (* 26. Januar 1887 in Riedlingen; † 8. Juni 1981 in Radolfzell) war ein Konditormeister, der die Erfindung der Schwarzwälder Kirschtorte für sich reklamiert.
Josef Keller war eines von zehn Kindern des aus Offingen am Bussen stammenden Strumpfstrickers Anton Keller und dessen Frau Josefa Steck. Nach dem Besuch der Volksschule legte Josef Keller 1904 die Gesellenprüfung ab und ging sieben Jahre lang auf Wanderschaft. Seine Stationen waren Schorndorf, Landau in der Pfalz, Tettnang, Biberach an der Riß, Müllheim (Baden), Forchheim, Stuttgart und Überlingen. Nach einem längeren Aufenthalt am Bodensee arbeitete er noch einmal in Biberach, dann im Elsass. 1915 heiratete er in Überlingen. Im gleichen Jahr diente Keller als Württemberger mit badischem Wohnort in der Nähe von Koblenz bei einem preußischen Infanterie-Bataillon und kam über seine Militärdienstzeit in den Raum Bonn. Nach Kriegsende legte er 1919 in Konstanz seine Meisterprüfung ab und übernahm in Radolfzell sein erstes Caféhaus in der Teggingerstraße 6, das er bis 1947 führte. Zum 1. Mai 1933 trat Keller der NSDAP bei (Mitgliedsnummer 3.016.578) und war Obmann der Radolfzeller Ortsgruppe der NS-Organisation Kraft durch Freude.
Der „süße Josef“, wie er seit früher Jugend auch genannt wurde, hatte sich vor seinem Militärdienst in Bad Godesberg aufgehalten, was die dort erfolgte Rekrutierung erklärt. In Bad Godesberg gab es das berühmte Caféhaus „Ahrend“ (heute Agner), in dem er Arbeit fand und wo die Bonner Studenten als Modedessert Kirschen mit Sahne verlangten. Später wurde dazu ein mit Kirschwasser getränkter Mürbeteigboden gereicht und so entstand nach und nach das Tortengebäck, das man heute „Schwarzwälder Kirschtorte“ nennt. Wenngleich es ähnliche Kuchen schon früher gegeben hat, ist diese jedoch in der Kombination von Kirsche, Kirschwasser, Sahne, Schokoladenraspel und den entsprechenden Teigböden seine Kreation. Er selbst sagte, bereits 1927 diese Torte unter diesem Namen gebacken zu haben.